# لین اسپیرز
لین آیرین اسپیرز (به انگلیسی: Lynne Irene Spears) (née Bridges) (متولد ۴ مه ۱۹۵۵) نویسنده و مادر ستاره پاپ بریتنی اسپیرز و بازیگر نوجوان جیمی لین اسپیرز است.